# Néstor Pitana
Néstor Pitana (Corpus, Misiones, 1975. június 17. –) argentin nemzetközi labdarúgó-játékvezető.

## Pályafutása
Fiatal korában különböző csapatokban játszott Club 20 de Junio (Corpus), Tiger Club Santo Pipo, valamint a Guarani Antonio Franco (Posadas). Magas termete miatt kipróbálta a kosárlabda játékot.
A játékvezetésből 2004-ben vizsgázott. A Posadena Football League bajnokságaiban kezdte szolgálatát. Az AFA Játékvezető Bizottságának (JB) minősítésével 2006-tól a Primera B Nacional liga, majd 2007-től a Primera A Nacional Liga játékvezetője. Küldési gyakorlat szerint rendszeres 4. bírói szolgálatot is végez.
Az Argentin labdarúgó-szövetség JB terjesztette fel nemzetközi játékvezetőnek, a Nemzetközi Labdarúgó-szövetség (FIFA) 2010-től tartja nyilván bírói keretében. A FIFA JB központi nyelvei közül a spanyolt és az angolt beszéli. A COMNEBOL/FIFA JB besorolás szerint elit kategóriás bíró. Több nemzetek közötti válogatott (Labdarúgó-világbajnokság, Copa América), valamint Copa Libertadores és Copa Sudamericana klubmérkőzést vezetett, vagy működő társának 4. bíróként segített. Az argentin nemzetközi játékvezetők rangsorában, a világbajnokság sorrendjében Héctor Baldassi társaságában a 2. helyet foglalja el 4 találkozó szolgálatával. Vezetett kupadöntők száma: 3.
A 2013-as U17-es labdarúgó-világbajnokságon a FIFA JB bíróként foglalkoztatta.
| Időpont           | Helyszín                                     | Mérkőzés típusa              | Mérkőzés                                 | Eredmény | Nézők száma |
| ----------------- | -------------------------------------------- | ---------------------------- | ---------------------------------------- | -------- | ----------- |
| 2013. október 17. | Emirates Club Stadion, Rász el-Haima         | csoportmérkőzés (B. csoport) | Elefántcsontpart–Olaszország             | 0 – 1    | 1201        |
| 2013. október 22. | Sheikh Khalifa International Stadion, El-Ajn | csoportmérkőzés (F. csoport) | Svédország–Nigéria                       | 3 – 3    | 7153        |
| 2013. október 28. | Mohammed Bin Zayed Stadion, Abu-Dzabi        | egyik nyolcaddöntő           | Olasz U17-es labdarúgó-válogatott–Mexikó | 0 – 2    | 4624        |

A 2014-es labdarúgó-világbajnokságon, valamint a 2018-as labdarúgó-világbajnokságon a FIFA JB bíróként alkalmazta. Selejtező mérkőzéseket az COMNEBOL zónában irányított. 2012-ben a FIFA JB bejelentette, hogy a brazil labdarúgó-világbajnokság lehetséges játékvezetőinek átmeneti listájára jelölte. A kiválasztottak mindegyike részt vett több szakmai szemináriumon.  Világbajnokságon vezetett mérkőzéseinek száma: 4.
| Időpont              | Helyszín                                        | Mérkőzés típusa                      | Mérkőzés                                               | Eredmény | Nézők száma |
| -------------------- | ----------------------------------------------- | ------------------------------------ | ------------------------------------------------------ | -------- | ----------- |
| 2012. június 3.      | Nemzeti Stadion, Lima                           | (2014 vb) előselejtező (5. forduló)  | Peru–Kolumbia                                          | 0 – 1    | 35 724      |
| 2012. október 16.    | José Antonio Anzoátegui Stadion, Puerto la Cruz | (2014 vb) előselejtező (10. forduló) | Venezuela–Ecuador                                      | 1 – 1    | 35 076      |
| 2013. március 26.    | Nemzeti Stadion, Santiago de Chile              | (2014 vb) előselejtező (12. forduló) | Chile–Uruguay                                          | 2 – 0    | 43 816      |
| 2013. szeptember 10. | José Antonio Anzoátegui Stadion, Puerto la Cruz | (2014 vb) előselejtező (16. forduló) | Venezuelai labdarúgó-válogatott–Peru                   | 3 – 2    | 20 049      |
| 2014. június 17.     | Pantanal Stadion, Cuiabá                        | csoportmérkőzés (H csoport)          | Oroszország–Dél-Korea                                  | 1 – 1    | 37 603      |
| 2014. június 22.     | Amazonia Stadion, Manaus                        | csoportmérkőzés (G. csoport)         | Amerikai Egyesült Államok–Portugália                   | 2 – 2    | 40 132      |
| 2014. június 25.     | Arena da Amazônia, Manaus                       | csoportmérkőzés (E. csoport)         | Honduras–Svájc                                         | 0 – 3    | 40 322      |
| 2014. július 4.      | Maracanã Stadion, Rio de Janeiro                | egyik negyeddöntő                    | Franciaország–Németország                              | 0 – 1    | 74 240      |
| 2015. október 13.    | Nemzeti Stadion, Lima                           | (2018 vb) előselejtező (2. kör)      | Perui labdarúgó-válogatott–Chilei labdarúgó-válogatott | 3 – 4    | 36 180      |
| 2016. március 25.    | Arena Pernambuco, Recife                        | (2018 vb) előselejtező (5. kör)      | Brazília–Uruguayi labdarúgó-válogatott                 | 2 – 2    | 45 010      |

A 2015-ös Copa América labdarúgó tornán a  COMNEBOL JB bíróként foglalkoztatta.
| Időpont             | Helyszín                           | Mérkőzés típusa              | Mérkőzés                                                  | Eredmény | Nézők száma |
| ------------------- | ---------------------------------- | ---------------------------- | --------------------------------------------------------- | -------- | ----------- |
| 2015. szeptember 8. | Nemzeti Stadion, Santiago de Chile | csoportmérkőzés (A. csoport) | Chilei labdarúgó-válogatott–Ecuadori labdarúgó-válogatott | 2 – 0    | 46 000      |
| 2015. október 13.   | Germán Becker Stadion, Temuco      | csoportmérkőzés (C. csoport) | Kolumbiai labdarúgó-válogatott–Perui labdarúgó-válogatott | 0 – 0    | 17 231      |

A 2016. évi nyári olimpiai játékokra a FIFA JB bírói szolgálatra jelölte.
| Időpont            | Helyszín                            | Mérkőzés típusa              | Mérkőzés              | Eredmény | Nézők száma |
| ------------------ | ----------------------------------- | ---------------------------- | --------------------- | -------- | ----------- |
| 2016. augusztus 7. | Arena Fonte Nova, Salvador da Bahia | csoportmérkőzés (C. csoport) | Németország–Dél-Korea | 3 – 3    | 17 121      |

A COMNEBOL JB küldésére vezette a Recopa Sudamericana döntőt.
| Időpont             | Helyszín                                     | Mérkőzés típusa     | Mérkőzés                              | Eredmény |
| ------------------- | -------------------------------------------- | ------------------- | ------------------------------------- | -------- |
| 2012. augusztus 22. | Estadio Nacional de Chile, Santiago de Chile | döntő (1. mérkőzés) | Universidad de Chile–Santos FC        | 0 – 0    |
| 2015. február 11.   | Pedro Bidegain Stadion, Buenos Aires         | döntő 2. mérkőzés   | San Lorenzo de Almagro–CA River Plate | 0 – 1    |

A COMNEBOL JB küldésére koordinálta a Copa Libertadores döntőt.
| Időpont          | Helyszín                      | Mérkőzés típusa     | Mérkőzés                    | Eredmény | Nézők száma |
| ---------------- | ----------------------------- | ------------------- | --------------------------- | -------- | ----------- |
| 2013. július 17. | Marcel Saupin Stadion, Nantes | döntő (1. mérkőzés) | Olimpia Asunción–CA Mineiro | 2 – 0    | 35 000      |